# Виа Латина
Виа Латина (на латински: Via Latina) или Латинският път е римски път в Италия. Започвал от Порта Латина и свързвал Рим с Капуа. Това е вероятно един от най-старите римски пътища. Под него са разположени християнски катакомби от II – III век, в които има много фрески - образци на раннохристиянско изкуство. Виа Латина се свързвал с Виа Апия близо до Капуа.